# Pegomastax
Пегомастакс (Pegomastax) — рід гетеродонтозаврових динозаврів, що мешкали в Південній Африці у часи ранньої юри. Єдиний відомий екземпляр був знайдений під час експедиції 1966—1967 років на південному-сході Капської провінції, але його описали лише 2012 року як новий рід та вид. Пол Серено присвоїв йому назву Pegomastax africana. Назва роду походить з грецького «сильна щелепа», а назва виду вказує на походження з Африки. Спочатку вона писалася як africanus, але потім була виправлена на africana, щоб узгодити з родовою назвою. 
Єдиний знайдений екземпляр Pegomastax — це частковий череп з добре збереженою нижньою щелепою і зубами, які вказують на його спорідненість з гетеродонтозавром і групою з глибокою щелепою, рухливими передніми зубами та великим іклом спереду морди. Передня частина щелепи була обладнана ороговілим дзьобом, а потертість зубів свідчить про те, що Пегомастакс був травоїдом, можливо, більш жорсткої рослинної речовини, ніж його родичі, які не мали ікла. Морфологія зубів і щелепи показує, що Pegomastax, можливо, був найближче пов'язаний з південноамериканським таксоном Manidens, замість інших південноафриканських або лесотських родів Heterodontosaurus або Lycorhinus.
Разом з багатьма іншими гетеродонтозавридами пегомастакс відомий у верхній частині формації Елліот. Незважаючи на невизначене походження, він, ймовірно, був із середини розрізу, що робить його серединою синемурського періоду та старшим за всіх інших гетеродонтозавридів у формації. Він міг існувати поруч із великою кількістю таксонів зауроподоморфів, таких як Massospondylus, ornithischian Lesothosaurus, і крокодиломорфів, таких як Protosuchus, а також тероподів Megapnosaurus і синапсидів, таких як Diarthrognathus і Pachygenelus. Фауна верхньої течії Елліота більш граціозна, ніж фауна нижньої течії Елліота, що, ймовірно, відображає більш сухий клімат того часу.

## Історія відкриття

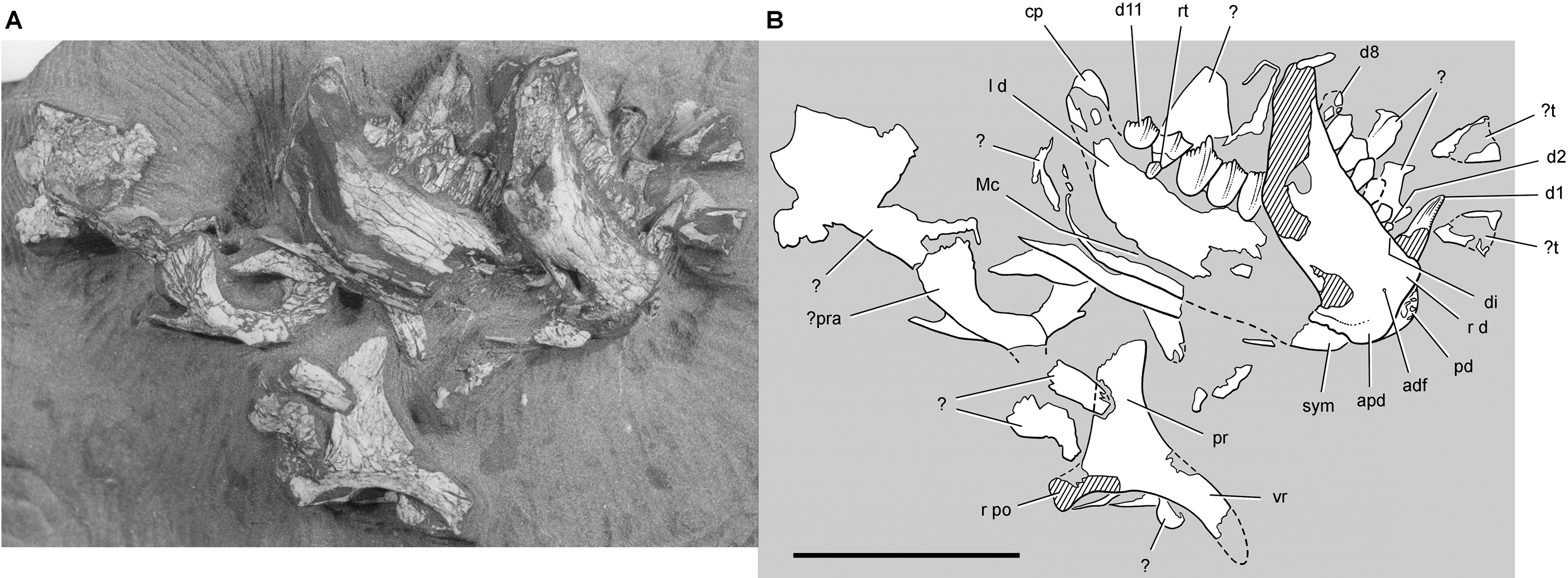
Весь голотип із пояснювальною схемою

Частково розрізнений череп нового таксону Heterodontosauridae був виявлений під час експедиції 1966-1967 рр. до району Транскей Капської провінції, Південна Африка, у верхній частині формації Елліот в місцевості Воїзане (Voyizane). Зразок, який отримав номер доступу SAM-PK-K10488, був знайдений поряд з іншими матеріалами гетеродонтозавридів у Войсані, включаючи посткранію гетеродонтозавридів SAM-PK-K1328, верхню щелепу SAM-PK-K1326 і SAM-PK-K1334, молодий череп гетеродонтозавра SAM -PK-K10487, а також повний череп і посткранію гетеродонтозавра SAM-PK-K1332. Зразок SAM-PK-K10488 був ідентифікований як новий таксон американським палеонтологом Полом Серено у 1980-х роках, але залишався неописаним до 2012 року, коли він був визначений як голотип нового таксону Pegomastax africanus. Назва роду походить від грецьких слів pegos і mastax, що означає «сильна щелепа», тоді як назва виду походить від латинського «відноситься до Африки». Назву виду було змінено Серено пізніше в 2012 році на жіночий рід P. africana після жіночого роду грецького слова μάσταξ (mastax). 
Пегомастакс походить із червоних пластів, або верхньої частини формації Елліот, у Південній Африці та Лесото. Вважається, що ця частина формації походить з найдавнішої юрської, геттанзької та синемюрської епох приблизно від 200 до 190 мільйонів років тому. Походження пегомастакса та місцезнаходження Войзана у верхній частині формації Елліот невідоме, але, ймовірно, це походить із середніх відкладень формації, що відносить її до середини синемюрського періоду. Пегомастакс відомий з однієї частини черепа. Зразок зберігається в невеликому блоці матриці з пісковика, і подальша підготовка КТ може дозволити ідентифікувати більше проміжних фрагментів кістки. Нижня щелепа зберігається приблизно в тому ж місці, в якому вона була при житті, але кістки з внутрішньої сторони зсуваються або зміщуються, якщо вони збережені. 

## Опис

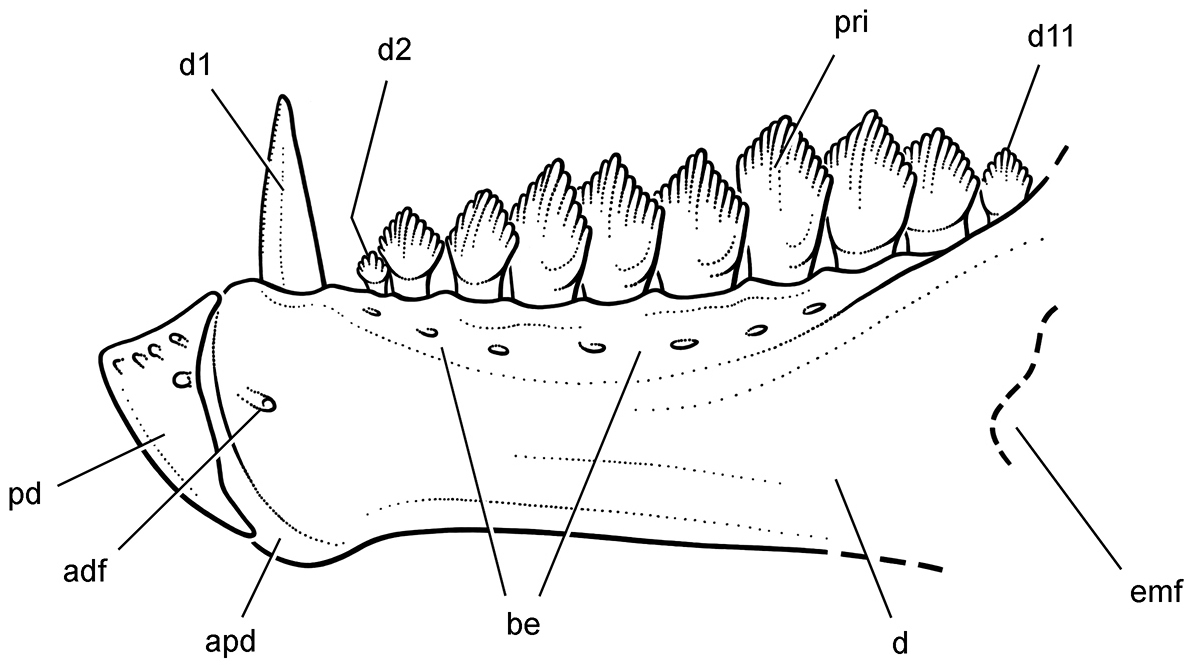
Реконструкція нижньої щелепи пегомастакса

Оцінюється, що довжина черепа Pegomastax становить 73 мм (2,9 дюйми), порівняно з Heterodontosaurus - 115 мм (4,5 дюйми) і Tianyulong - 65 мм (2,6 дюйми). Він відрізняється від інших гетеродонтозаврів маючи дуже глибокий передзубний виступ, який виступає вперед і вниз, криву первинну гребінь на зубах нижньої щелепи та вигнутий край коронки по обидва боки від серединного зубця. Хоча є багато схожостей з Heterodontosaurus, надзвичайно глибока, папугоподібна форма передзубного виступу, зауважена Серено, свідчить про різні види харчування серед різних гетеродонтозаврів. 

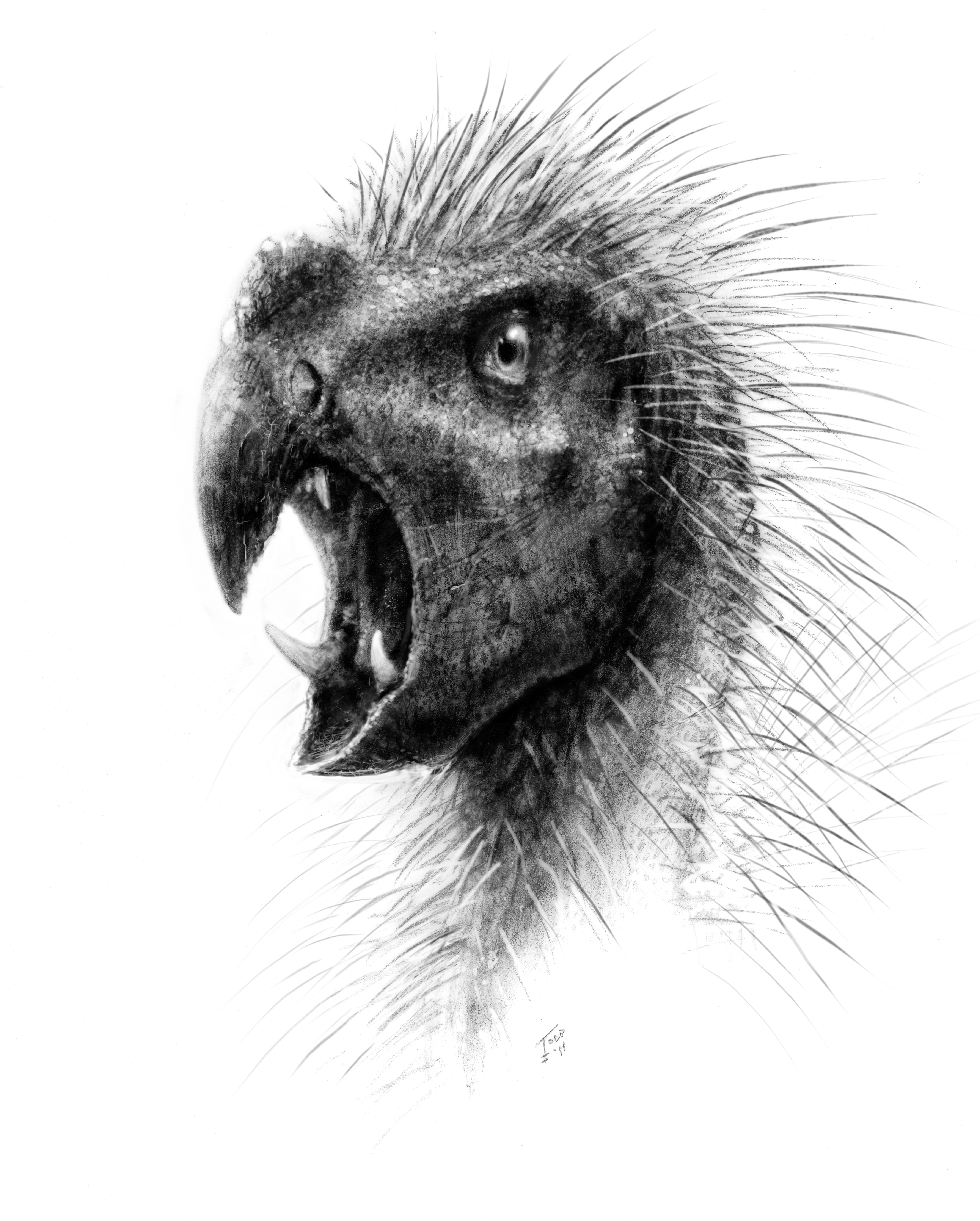
Реконструкція Тодда Маршала

## Палеобіологія

### Дієта

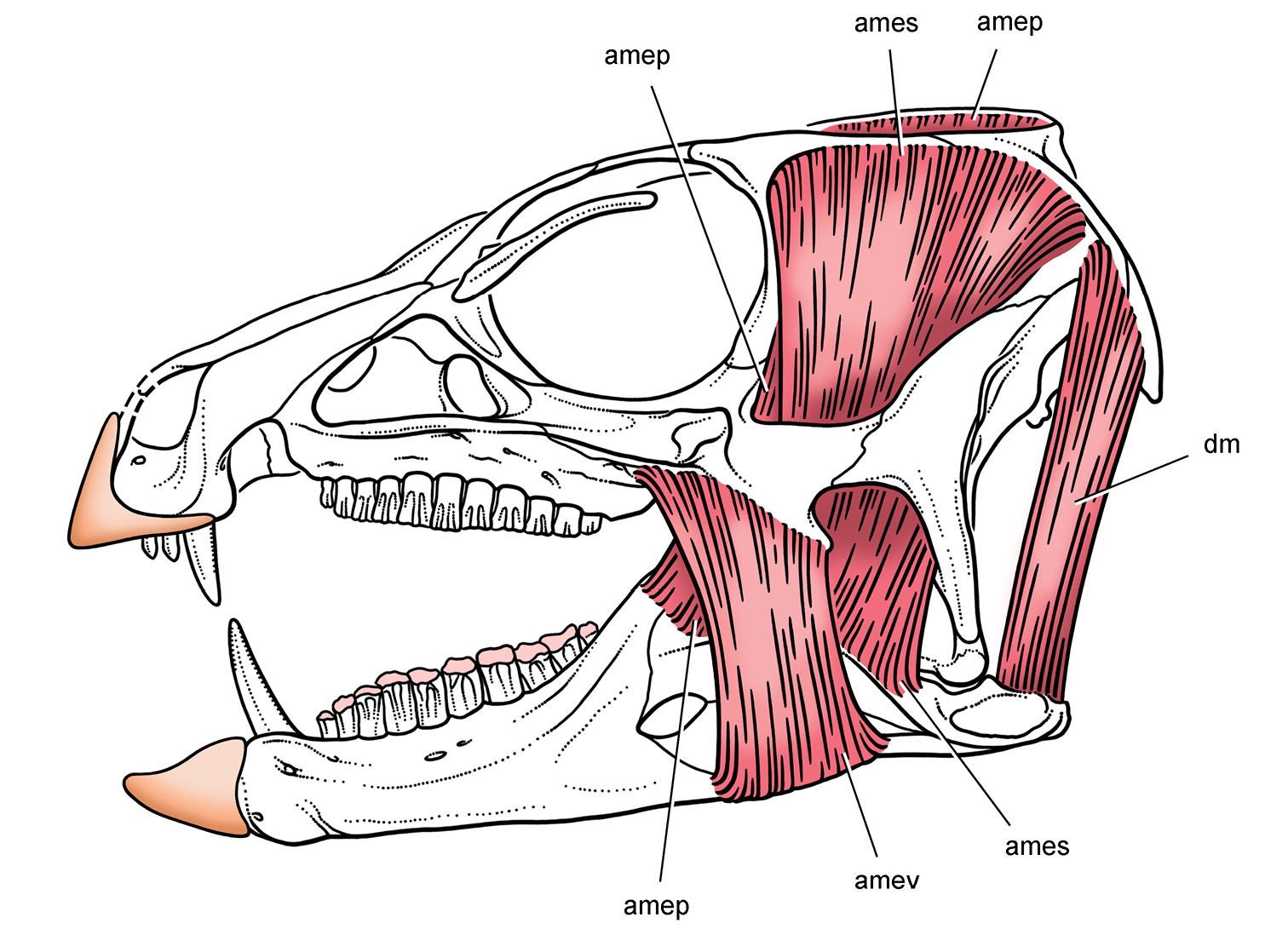
Реконструкція щелепної мускулатури та кератинової оболонки дзьоба у гетеродонтозавра

Традиційно вважалося, що гетеродонтозавриди були травоїдними, поряд з усіма іншими орнітішами. У 2000 році Баррет припустив, що передщелепні зуби та зубні ікла свідчать про те, що гетеродонтозавриди були всеїдними. 

### Екологія

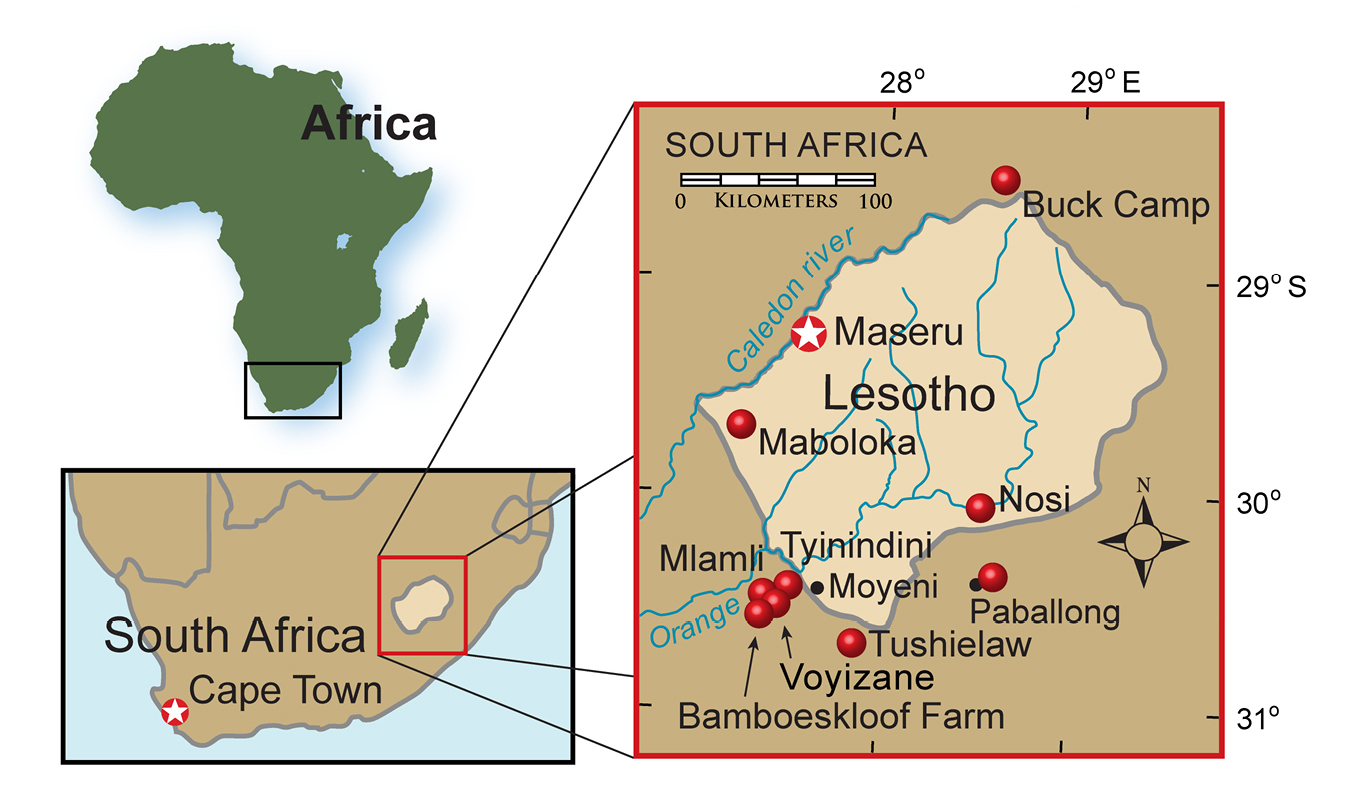
Карта місцезнаходжень гетеродонтозавридів у Південній Африці та Лесото, Pegomastax відомий з Voyizane

Пегомастакс відомий за зразком, знайденим у формації Верхній Елліот групи Штормберг південноафриканського басейну Кару. Формація Елліот охоплює межу тріасу та юри, причому нижній Елліот становить середньонорійський до ретійський період, а верхній Елліот — гетангський до синемюрський; 201,3-190,8 мільйонів років тому. Верхня частина формації Елліот складається з червоно-рожевих річкових і еолових аргілітів, багатих на органічну речовину, включно з усіма орнітісхіями, які ще зустрічаються у формації Елліот. Формація Верхній Елліот характеризується тваринами, які, здається, мають більш легку будову, ніж тварини формації Нижнього Елліота, що, можливо, було адаптацією до більш сухого клімату в цей час у південній Африці. Більша частина верхньої частини формації Елліот є частиною «Зони скупчення Massospondylus», найдавнішої біозони Гондвани, де переважають динозаври, яка характеризується появою великої кількості скам’янілостей зауроподоморфа Massospondylus як основного таксону-індексу, а також орнітісхієвого Lesothosaurus і спільного існування з крокодиломорфом Protosuchus. 